# Distrito electoral de Haymow (condado de Stanton, Nebraska)
Haymow (en inglés: Haymow Precinct) es un distrito electoral ubicado en el condado de Stanton en el estado estadounidense de Nebraska. En el Censo de 2010 tenía una población de 137 habitantes y una densidad poblacional de 1,46 personas por km².

## Geografía
Haymow se encuentra ubicado en las coordenadas 41°52′51″N 97°4′57″O / 41.88083, -97.08250. Según la Oficina del Censo de los Estados Unidos, Haymow tiene una superficie total de 93.55 km², de la cual 93.45 km² corresponden a tierra firme y (0.1%) 0.1 km² es agua.

## Demografía
Según el censo de 2010, había 137 personas residiendo en Haymow. La densidad de población era de 1,46 hab./km². De los 137 habitantes, Haymow estaba compuesto por el 100% blancos, el 0% eran afroamericanos, el 0% eran amerindios, el 0% eran asiáticos, el 0% eran isleños del Pacífico, el 0% eran de otras razas y el 0% pertenecían a dos o más razas. Del total de la población el 0% eran hispanos o latinos de cualquier raza.